# 兵庫県道138号追入市島線
兵庫県道138号追入市島線（ひょうごけんどう138ごう おいれいちじません）は、兵庫県丹波篠山市から丹波市に至る一般県道である。

## 概要
丹波篠山市追入から丹波市市島町梶原に至る。

### 路線データ
- 起点：丹波篠山市追入（追入交差点、国道176号交点）
- 終点：丹波市市島町梶原（国道175号交点）
- 総延長：13.685 km
- 通行不可区間：丹波篠山市追入（旧鐘ヶ坂トンネル付近）から丹波市春日町国領（国領温泉付近）までの区間は車両の通行ができない。

## 地理

### 通過する自治体
- 丹波篠山市
- 丹波市

### 交差する道路
| 交差する道路             | 市町村名   | 交差する場所 | 交差する場所      |
| ------------------------ | ---------- | ------------ | ----------------- |
| 国道176号                | 丹波篠山市 | 追入         | 追入交差点 / 起点 |
| 兵庫県道69号春日栗柄線   | 丹波市     | 春日町国領   | 国領交差点        |
| 兵庫県道284号多利多田線  | 丹波市     | 春日町多利   | 多利交差点        |
| 国道175号 国道176号 重複 | 丹波市     | 市島町梶原   | 終点              |

### 沿線
- 丹波市立進修小学校
- 丹波市立春日部小学校